# Coleothorpa panochensis
Coleothorpa panochensis är en skalbaggsart som först beskrevs av Gilbert 1981.  Coleothorpa panochensis ingår i släktet Coleothorpa och familjen bladbaggar. Inga underarter finns listade i Catalogue of Life.